# وانغ جون
وانغ جون (بالصينية: 王君) (12 أبريل 1990 بداليان في الصين - ) هو لاعب كرة قدم صيني في مركز الوسط. لعب مع داليان ييفانغ وكينغداو جونون وBeijing Sport University F.C. ‏.

## وصلات خارجية
- وانغ جون على موقع قاعدة بيانات كرة القدم.إي يو (الإنجليزية)
- وانغ جون على موقع Soccerway.com (الإنجليزية)